# Economia da Mongólia
A economia da Mongólia é baseada na produção agro-pastoril, com 90% das exportações constituídas de animais e derivados, mas muito limitada pela distância da Mongólia do mar, e pelas precárias estradas sem infraestrutura.
A grande dependência de ajuda estrangeira levou o país a uma preparação inadequada para os rigorosos invernos, e houve grandes perdas de animais, o que empobreceu a muitos.[carece de fontes?] A ajuda soviética, que chegava a quase 1/3 do PIB desapareceu quase do dia para a noite em 1990 e 1991, ano do desmantelamento da URSS. A mudança da economia centralizada e dependente da URSS para uma economia de mercado foi traumática. Na década seguinte o país enfrentou uma profunda recessão devido à inatividade econômica e aos desastres naturais, e posteriormente um crescimento econômico devido às amplas reformas econômicas, com adoção do livre mercado e privatizações. Apesar disso, quase um terço da população vive em extrema pobreza, e a economia continua defasada.
Também é importante a criação de ovinos, caprinos e equinos. Merece destaque a mineração de estanho.